# Antonio de Nigris
Antonio de Nigris Guajardo (* 1. April 1978 in Monterrey; † 15. November 2009 in Larisa, Griechenland) war ein mexikanischer Fußballspieler.

## Karriere
Antonio de Nigris begann seine Karriere als Profi bei seinem Heimatverein CF Monterrey. Am 20. März 2006 unterzeichnete er einen Vertrag beim FC Santos in Brasilien. Sein Debüt gab der Stürmer gegen Brasiliense FC in der Copa do Brasil. Vor seiner Zeit bei Santos spielte Antonio de Nigris für Club America, FC Villarreal, Polideportivo Ejido, Once Caldas, Puebla FC und UNAM Pumas.
Nach nur fünf Monaten beim FC Santos wechselte er erneut, diesmal ging es in die Türkei zu Gaziantepspor. In der Wintertransferperiode 2008 wechselte er zu Ankaraspor. Sein Vertrag sollte bis zum 30. Juni 2010 laufen. Im Januar 2009 wechselte er auf Leihbasis zu MKE Ankaragücü. Im Sommer 2009 wechselte er ablösefrei zum griechischen Erstligisten AE Larisa.
Antonio de Nigris starb im Alter von 31 Jahren an einem Herzinfarkt. Er hatte noch zwei Brüder, Aldo de Nigris ist ebenfalls ein Fußballspieler bei CF Monterrey. Der älteste Bruder Alfonso de Nigris arbeitet als Model und Schauspieler.